# Nekrolog 1814
Nekrolog
◄◄
| ◄
| 1810
| 1811
| 1812
| 1813
| 1814 | 1815 | 1816 | 1817 | 1818 | ► | ►►
Weitere Ereignisse | Allgemeiner Nekrolog 1814
Die Beschreibung der verstorbenen Person sollte so kurz wie möglich gehalten sein und nur deren signifikante Tätigkeit(en) enthalten.
Neue Namen ggf. auch unter dem Geburts- und Sterbedatum, also etwa unter 1. Januar und im Geburts- und Sterbejahr (2024) eintragen (nur bei entsprechender großer Wichtigkeit). Für Beispiele siehe die schon vorhandenen Artikel.
Außerdem über die fünf zuletzt Verstorbenen, zu denen es einen ausreichend guten Artikel für eine Präsentation auf der Hauptseite gibt, nach der todesbedingten Überarbeitung der Artikel ggf. auch unter Wikipedia Diskussion:Hauptseite informieren und sie am besten auch in den anderen Wikipedia-Sprachversionen eintragen. Tipp: Regelmäßig bei news.google.de nach „ist tot“, „gestorben“ oder „verstorben“ suchen.
Wenn eine Person gestorben ist, gibt es viele Seiten zu dieser Person in der Wikipedia, die davon auch betroffen sind und entsprechend aktualisiert werden müssen. Beispiele: Namenübersichtsseite, Geburtsjahr, Geburtsort-Seiten und viele mehr.
Wie finde ich die betroffenen Seiten?
Im Suchfeld auf der linken Seite gibt man den Suchbegriff so ein: „Vorname Nachname“. Dann klickt man auf Volltext und alle Seiten mit entsprechendem Suchtext werden aufgerufen. Hier sieht man dann schnell, wo auch das Todesjahr Sinn macht oder sogar ein Teil des Artikels angepasst werden muss. Auch hilft das „Werkzeug“ auf der linken Seite sehr gut, um solche Seiten aufzufinden: „Links auf diese Seite“. Somit ist die Wikipedia wieder aktuell in allen Bereichen! Hinweis: bei Eintragung der Kategorie „Gestorben JAHR“ wird der Missbrauchsfilter 49 ausgelöst, was jedoch nicht schlimm ist. Siehe: Spezial:Missbrauchsfilter/49
Dies ist eine Liste von im Jahr 1814 verstorbenen bekannten Persönlichkeiten. Die Einträge erfolgen innerhalb der einzelnen Daten alphabetisch sortiert. Tiere sind im Nekrolog für Tiere zu finden.

## Januar
| Tag        | Name                                             | Beruf, bekannt als | Alter | Beleg |
| ---------- | ------------------------------------------------ | --- | ----- | ----- |
| 3. Januar  | Philippe-François d’Albignac de Castelnau        | Bischof von Angoulême, Mitglied der französischen verfassunggebenden Nationalversammlung                                          | 71    |       |
| 3. Januar  | Ferdinand Wilhelm Franz Bolstern von Boltenstern | preußischer Offizier | 27    |       |
| 3. Januar  | Leopold von Trauttenberg                         | österreichischer General | 52    |       |
| 4. Januar  | Johann Georg Jacobi                              | deutscher Dichter und Publizist                                                                                                   | 73    |       |
| 4. Januar  | Johann Adam Nodell                               | niederländischer Philologe und Literaturwissenschaftler                                                                           |       |       |
| 4. Januar  | Georg Henning von Puttkamer                      | preußischer Generalleutnant | 86    |       |
| 5. Januar  | Johann Friedrich Bause                           | deutscher Kupferstecher | 76    |       |
| 5. Januar  | Johann Gottfried Krebs                           | deutscher Komponist, Organist und Kantor                                                                                          |       |       |
| 6. Januar  | Henry Glen                                       | US-amerikanischer Politiker | 74    |       |
| 6. Januar  | Johann Köhler                                    | Ratsherr der Hansestadt Lübeck |       |       |
| 7. Januar  | Ira Allen                                        | Mitbegründer des US-Bundesstaates Vermont                                                                                         | 62    |       |
| 8. Januar  | Friedrich Moritz von Brabeck                     | deutscher Kunstsammler, Domherr zu Hildesheim und Paderborn                                                                       | 71    |       |
| 11. Januar | Ernst Philipp von Wagenfeld                      | preußischer Offizier, zuletzt Generalmajor                                                                                        |       |       |
| 12. Januar | Wilhelm Gottfried Ploucquet                      | württembergischer Arzt und Rektor der Universität Tübingen                                                                        | 69    |       |
| 13. Januar | Jakob Friedrich von Fritsch                      | sächsischer Staatsmann | 82    |       |
| 13. Januar | Pierre Peyron                                    | französischer Maler des Neoklassizismus                                                                                           | 69    |       |
| 14. Januar | Anton Balthasar König                            | deutscher Historiker, Genealoge und Beamter                                                                                       | 60    |       |
| 15. Januar | Georg Ludwig Collins                             | deutscher evangelischer Geistlicher                                                                                               | 50    |       |
| 17. Januar | Johann Eberhard Ihle                             | deutscher Maler | 86    |       |
| 19. Januar | Karl Friedrich Senf                              | deutscher evangelischer Theologe und Kirchenlieddichter                                                                           | 74    |       |
| 20. Januar | Johann Karl Christoph von Seckendorff            | württembergischer Beamter, zuletzt Staatsminister, der 1810 in den württembergischen Grafenstand erhoben wurde                    | 66    |       |
| 21. Januar | Moritz von Prasse                                | deutscher Mathematiker und Dekan an der Universität Leipzig                                                                       |       |       |
| 21. Januar | Johann Ferdinand Roth                            | deutscher Pfarrer und Historiker                                                                                                  | 65    |       |
| 21. Januar | Jacques-Henri Bernardin de Saint-Pierre          | französischer Schriftsteller | 77    |       |
| 21. Januar | Eberhardt Georg Otto Bock von Wülfingen          | deutscher General im Dienst der britischen Krone                                                                                  | 59    |       |
| 24. Januar | Philipp Maximilian von Günderrode                | deutscher Jurist und Reichtstagsgesandter                                                                                         | 68    |       |
| 24. Januar | William Heath                                    | Generalmajor der Kontinentalarmee der USA                                                                                         | 76    |       |
| 25. Januar | Ludwig Friedrich von Domhardt                    | preußischer Beamter |       |       |
| 27. Januar | Philip Astley                                    | Begründer des modernen Zirkus | 72    |       |
| 27. Januar | Frédéric de Castillon                            | Schriftsteller und Übersetzer, deutscher Universitätslehrer der Philosophie                                                       | 66    |       |
| 27. Januar | Ernst zu Mecklenburg                             | Angehöriger des Herzoglichen Hauses von Mecklenburg-Strelitz und königlich britisch-hannoverscher Offizier, zuletzt Feldmarschall | 71    |       |
| 28. Januar | Rudolf Kasimir von Müllenheim                    | königlich preußischer Generalmajor und zuletzt Bataillonskommandeur im Infanterie-Regiment Nr. 14                                 | 73    |       |
| 28. Januar | Barthel von Siebold                              | Hochschullehrer für Anatomie, Chirurgie und Physiologie                                                                           | 39    |       |
| 29. Januar | Pierre Baste                                     | französischer General der Infanterie und Admiral der königlichen Flotte                                                           | 45    |       |
| 29. Januar | Johann Gottlieb Fichte                           | deutscher Philosoph | 51    |       |
| 29. Januar | William Lane                                     | englischer Verleger und Gründer der Minerva Press                                                                                 |       |       |
| 31. Januar | David Reinhold von Sievers                       | russischer Offizier | 81    |       |

## Februar
| Tag             | Name                         | Beruf, bekannt als                                                                                 | Alter | Beleg |
| --------------- | ---------------------------- | -------------------------------------------------------------------------------------------------- | ----- | ----- |
| 2. Februar      | Johann Heinrich Lütkens      | deutscher evangelisch-lutherischer Geistlicher und Dichter                                         | 68    |       |
| 3. Februar      | Werner August von Elverfeldt | Domherr in Münster und Hildesheim                                                                  | 73    |       |
| 3. Februar      | Jan Antonín Koželuh          | böhmischer Komponist                                                                               | 75    |       |
| 3. Februar      | Mariano Matamoros            | mexikanischer Geistlicher und Revolutionär                                                         | 43    |       |
| 4. Februar      | Câbî Ömer Efendi             | türkischer Chronist und Finanzbeamter                                                              |       |       |
| 6. Februar      | James Craik                  | US-amerikanischer Arzt und Freund von George Washington                                            |       |       |
| 6. Februar      | Clemens August von Schall    | deutscher Offizier, Politiker, Musiker, Schriftsteller                                             | 65    |       |
| 9. Februar      | Christian August Langguth    | deutscher Mediziner, Physiker und Hochschullehrer                                                  | 59    |       |
| 9. Februar      | Heinrich Müller              | deutscher, lutherischer Theologe                                                                   | 54    |       |
| 9. Februar      | Bonaventura von Rauch        | preußischer Generalmajor                                                                           | 73    |       |
| 10. Februar     | Martin Bachofen              | Basler Seidenband-Fabrikant und -Händler, Kunstsammler                                             | 86    |       |
| 10. Februar     | César Julien-Jean Le Gallois | französischer Arzt und Physiologe                                                                  | 44    |       |
| 10. Februar     | Placidus Scharl              | Mönch des Klosters Andechs, Professor und Dramaturg                                                | 82    |       |
| 11. Februar     | Alexander von der Marwitz    | brandenburgischer Adliger und Gutsherr                                                             | 26    |       |
| 11./12. Februar | Johann Franz Kunckell        | hessen-kasselischer Verwaltungsjurist                                                              | 74    |       |
| 12. Februar     | Eduard Sandifort             | niederländischer Anatom                                                                            | 71    |       |
| 13. Februar     | Georg Augustin Holler        | deutscher Komponist und Stadtmusikmeister in München                                               | 69    |       |
| 14. Februar     | Franz Aßner                  | österreichischer Kupferstecher                                                                     | 68    |       |
| 14. Februar     | Jean-Baptiste Rusca          | französischer Arzt und Divisionsgeneral der Infanterie                                             | 54    |       |
| 14. Februar     | Charles de Vintimille du Luc | französischer Aristokrat und General; illegitimer Sohn König Ludwigs XV.                           | 72    |       |
| 17. Februar     | John Maclean                 | US-amerikanischer Chemiker                                                                         | 42    |       |
| 18. Februar     | Paul Freiherr von Davidovich | österreichischer General                                                                           |       |       |
| 18. Februar     | Pierre Decouz                | französischer General der Infanterie                                                               | 38    |       |
| 18. Februar     | Gottlob August Hölzer        | deutscher Architekt, Hochschullehrer und sächsischer Baubeamter                                    |       |       |
| 21. Februar     | Nathaniel Mitchell           | US-amerikanischer Politiker                                                                        |       |       |
| 23. Februar     | Georg Heinrich Loskiel       | deutschbaltischer Prediger, Schriftsteller und Bischof                                             | 73    |       |
| 23. Februar     | Kaspar Sterr                 | deutscher Geistlicher und Meteorologe                                                              | 70    |       |
| 24. Februar     | Ernst Vollrad von Criwitz    | königlich preußischer Generalmajor und zuletzt Assessor im 3. Departement des Oberkriegskollegimus | 73    |       |
| 26. Februar     | Johan Tobias Sergel          | schwedischer Bildhauer und Zeichner                                                                | 73    |       |
| 26. Februar     | John Cleves Symmes           | US-amerikanischer Jurist                                                                           | 71    |       |
| 27. Februar     | Julien Louis Geoffroy        | französischer Schriftsteller und Kritiker                                                          | 70    |       |
| 27. Februar     | Jean-Louis-Ebenezer Reynier  | französischer General                                                                              | 43    |       |

## März
| Tag      | Name                                           | Beruf, bekannt als                                                                     | Alter | Beleg |
| -------- | ---------------------------------------------- | -------------------------------------------------------------------------------------- | ----- | ----- |
| 1. März  | Carl Ludwig von Baudissin                      | königlich dänischer Generalmajor und Gouverneur von Kopenhagen                         | 57    |       |
| 1. März  | Silas Lee                                      | US-amerikanischer Politiker                                                            | 53    |       |
| 1. März  | Elisabeth von Matt                             | österreichische Astronomin und Geodätin                                                |       |       |
| 2. März  | António Pereira de Sousa Caldas                | brasilianischer Dichter und Autor                                                      | 51    |       |
| 3. März  | Otto Heinrich Ludwig zu Solms                  | kurfürstlich-sächsischer und königlich-sächsischer Geheimer Rat und Rittergutsbesitzer | 74    |       |
| 5. März  | Andrei Nikiforowitsch Woronichin               | russischer Architekt                                                                   | 54    |       |
| 7. März  | Sergei Nikolajewitsch Lanskoi                  | russischer General                                                                     |       |       |
| 7. März  | Johann Christian August Schwartz               | deutscher Maler                                                                        |       |       |
| 8. März  | Alexander Cumming                              | Londoner Uhrmacher; erfand 1775 das Wasserklosett                                      |       |       |
| 8. März  | William McCreery                               | US-amerikanischer Politiker                                                            |       |       |
| 9. März  | Guillaume Mauviel                              | Bischof von Aux Cayes, Haiti                                                           | 54    |       |
| 11. März | Johann Friedrich Ernst Albrecht                | deutscher Arzt und populärwissenschaftlicher Schriftsteller                            | 61    |       |
| 11. März | Anton Dominik Aschbacher                       | Tiroler Freiheitskämpfer                                                               | 31    |       |
| 13. März | Louis François II. de Bourbon, prince de Conti | Fürst von Conti, letztes Mitglied des Hauses Conti                                     | 79    |       |
| 15. März | Johannes Eller                                 | Bürgermeister in Elberfeld                                                             |       |       |
| 16. März | Henri-Auguste Duval                            | französischer Arzt und Botaniker                                                       | 36    |       |
| 16. März | Friedrich Friesen                              | deutscher Pädagoge und Freiheitskämpfer, Mitbegründer der deutschen Turnkunst          | 29    |       |
| 17. März | Anton Kautschitz                               | Bischof von Zela, Wien und Laibach                                                     | 70    |       |
| 17. März | Johann Nepomuk Ring                            | deutscher römisch-katholischer Priester und Subregens                                  | 41    |       |
| 18. März | Christian Friedrich Duttenhofer                | deutscher evangelischer Theologe, Dekan und Oberkonsistorialrat                        | 72    |       |
| 19. März | Candidus Hemmerlein                            | letzter Abt des Klosters Langheim                                                      | 70    |       |
| 19. März | Joseph von Quarin                              | österreichischer Arzt                                                                  | 80    |       |
| 20. März | Johann Christian Engel                         | österreichischer Historiker                                                            | 43    |       |
| 20. März | Jacques-Louis de Pourtalès                     | Schweizer Plantagenbesitzer, Unternehmer und Bankier                                   | 91    |       |
| 21. März | Christian Joachim Carstens                     | deutscher Arzt                                                                         | 32    |       |
| 21. März | Medardus Thoenert                              | deutscher Kupferstecher                                                                | 59    |       |
| 23. März | François Louis René Mouchard de Chaban         | französischer Beamter, Präfekt des Département de Rhin-et-Moselle (1803–1805)          | 56    |       |
| 26. März | Joseph-Ignace Guillotin                        | französischer Arzt und Politiker                                                       | 75    |       |
| 27. März | William Smith                                  | US-amerikanischer Politiker                                                            | 85    |       |
| 29. März | Thomas Graves                                  | englischer Admiral                                                                     |       |       |
| 29. März | Guillaume Emmanuel Guignard de Saint-Priest    | französischer General in russischen Diensten                                           | 38    |       |
| 29. März | Johannes Henricus Voorda                       | niederländischer Rechtswissenschaftler                                                 | 81    |       |
| 31. März | Karl Friedrich Wilhelm von Böhmer              | preußischer Kapitän und Kompaniechef                                                   | 30    |       |
| 31. März | John Dawson                                    | US-amerikanischer Politiker                                                            |       |       |
| 31. März | Franz Karl Friedrich von Gemmingen-Hornberg    | letzter kaiserlicher Träger des Schlosslehens in Kochendorf                            | 66    |       |
| 31. März | Pierre Sonnerat                                | französischer Naturwissenschaftler und Forscher                                        | 65    |       |

## April
| Tag       | Name                                                | Beruf, bekannt als                                                                | Alter | Beleg |
| --------- | --------------------------------------------------- | --------------------------------------------------------------------------------- | ----- | ----- |
| 1. April  | Joseph Johann von Ferraris                          | österreichischer Feldmarschall und Freimaurer                                     | 87    |       |
| 4. April  | Blasius Hueber                                      | Landvermesser und Bauer                                                           | 79    |       |
| 6. April  | Werner Alborus Küneke von Raven                     | preußischer Offizier und Träger des Militärordens Pour le Mérite                  | 29    |       |
| 9. April  | Johann Gottlieb Schaller                            | deutscher Entomologe                                                              | 79    |       |
| 10. April | Éloi-Charlemagne Taupin                             | französischer Général de division                                                 | 46    |       |
| 12. April | Charles Burney                                      | englischer Organist, Komponist und Musikhistoriker                                | 88    |       |
| 13. April | Friedrich Wilhelm zu Solms-Braunfels                | preußischer Generalmajor                                                          | 43    |       |
| 13. April | Johann Kaspar Velthusen                             | deutscher evangelischer Theologe                                                  | 73    |       |
| 15. April | Karl Lichnowsky                                     | zweiter Fürst Lichnowsky sowie Kammerherr am kaiserlichen Hof in Wien             | 52    |       |
| 15. April | David Veit                                          | deutscher Mediziner und Naturforscher                                             | 42    |       |
| 18. April | Dominik Constantin zu Löwenstein-Wertheim-Rochefort | letzter Fürst aus dem Haus Löwenstein-Wertheim-Rochefort                          | 51    |       |
| 20. April | Franz Anton Mai                                     | deutscher Mediziner, Rektor der Universität Heidelberg                            | 71    |       |
| 20. April | Moses Philippson                                    | deutscher Schriftsteller, Lehrer, Übersetzer und Verleger                         | 38    |       |
| 21. April | Peter Jakob Wortmann                                | deutscher Kaufmann in Elberfeld                                                   | 46    |       |
| 22. April | Samuel Allyne Otis                                  | US-amerikanischer Politiker                                                       | 73    |       |
| 24. April | Pierre Guillaume Gratien                            | französischer General                                                             | 50    |       |
| 25. April | Louis-Sébastien Mercier                             | französischer Schriftsteller                                                      | 73    |       |
| 26. April | Jean-Denis-François Camus                           | französischer römisch-katholischer Bischof, nominell Bischof des Aachener Bistums | 62    |       |
| 26. April | Giacomo Francesco Lotti                             | Schweizer Richter und Politiker                                                   |       |       |

## Mai
| Tag     | Name                                    | Beruf, bekannt als                                                          | Alter | Beleg |
| ------- | --------------------------------------- | --------------------------------------------------------------------------- | ----- | ----- |
| 1. Mai  | Pierre Van Cortlandt                    | US-amerikanischer Politiker                                                 | 93    |       |
| 2. Mai  | Nicholas Gilman                         | US-amerikanischer Politiker                                                 | 58    |       |
| 3. Mai  | Thomas Coke                             | methodistischer Geistlicher                                                 | 66    |       |
| 3. Mai  | Alexander Hood, 1. Viscount Bridport    | britischer Admiral                                                          | 87    |       |
| 6. Mai  | Georg Joseph Vogler                     | deutscher Komponist, Organist, Priester, Musikpädagoge und Musiktheoretiker | 64    |       |
| 7. Mai  | Franz Vollrath Buttstedt                | Organist                                                                    | 79    |       |
| 7. Mai  | Christoph Mähler                        | deutscher katholischer Priester, bischöflicher Provikar in Speyer           | 78    |       |
| 8. Mai  | Francis Grose                           | britischer Offizier und Gouverneur von New South Wales                      |       |       |
| 8. Mai  | Christian Gottlieb Daniel Müller        | Kapitän und Autor                                                           | 60    |       |
| 10. Mai | Michel Picquenot                        | französischer Kupferstecher                                                 | 67    |       |
| 11. Mai | Robert Treat Paine                      | US-amerikanischer Jurist und Politiker                                      | 83    |       |
| 12. Mai | George Wilhelm von Berge und Herrendorf | preußischer Hauptmann und Landrat                                           | 58    |       |
| 12. Mai | Johann Anton von Pergen                 | Diplomat und Minister der Habsburger Monarchie                              | 89    |       |
| 13. Mai | Thomas Gibson                           | US-amerikanischer Politiker                                                 |       |       |
| 14. Mai | Ferdinand Friedrich von Nicolai         | württembergischer General                                                   | 83    |       |
| 15. Mai | Christoph Friedrich Schmahl             | deutscher Orgel- und Klavierbauer                                           |       |       |
| 17. Mai | George Onslow, 1. Earl of Onslow        | englischer Adliger und Politiker                                            | 82    |       |
| 20. Mai | Carolus Boers                           | niederländischer reformierter Theologe                                      | 67    |       |
| 20. Mai | Jacob Hufty                             | US-amerikanischer Politiker                                                 |       |       |
| 21. Mai | Ignacio de Asso                         | spanischer Jurist, Diplomat und Naturforscher                               | 71    |       |
| 27. Mai | Friedrich von Anhalt-Dessau             | Erbprinz von Anhalt-Dessau, Generalfeldmarschall                            | 44    |       |
| 28. Mai | William Eden, 1. Baron Auckland         | britischer Diplomat und Publizist                                           |       |       |
| 29. Mai | Joséphine de Beauharnais                | Kaiserin von Frankreich                                                     | 50    |       |
| 29. Mai | Karl Fahrländer                         | Benediktinermönch, Schweizer Politiker und elsässischer Schulleiter         |       |       |

## Juni
| Tag      | Name                                               | Beruf, bekannt als                                                  | Alter | Beleg |
| -------- | -------------------------------------------------- | ------------------------------------------------------------------- | ----- | ----- |
| 1. Juni  | Johann Kaspar Bundschuh                            | deutscher Schriftsteller                                            | 60    |       |
| 6. Juni  | Antoni Angelowicz                                  | ukrainischer katholischer Theologe der Unierten Kirchen und Bischof | 55    |       |
| 6. Juni  | Johann Albert Heinrich Reimarus                    | deutscher Arzt, Naturforscher und Nationalökonom                    | 84    |       |
| 8. Juni  | Friedrich Heinrich Himmel                          | deutscher Komponist und Pianist                                     | 48    |       |
| 8. Juni  | Samuel Sewall                                      | US-amerikanischer Jurist und Politiker                              | 56    |       |
| 9. Juni  | Hezekiah L. Hosmer                                 | US-amerikanischer Jurist und Politiker                              | 49    |       |
| 11. Juni | Marianne von der Mark                              | illegitime Tochter von Friedrich Wilhelm II.                        | 34    |       |
| 13. Juni | Louis Frédéric Ancillon                            | preußischer französisch-reformierter Theologe                       | 74    |       |
| 14. Juni | Friedrich Christian II.                            | Herzog von Schleswig-Holstein-Sonderburg-Augustenburg               | 48    |       |
| 15. Juni | Charles Palissot de Montenoy                       | französischer Dramatiker                                            | 84    |       |
| 16. Juni | Franz Joseph von Besnard                           | Mediziner, Leibarzt des Königs von Bayern                           | 65    |       |
| 16. Juni | Leopold Friedrich Fredersdorff                     | Verwaltungsjurist im früheren Fürstentum Braunschweig-Wolfenbüttel  |       |       |
| 18. Juni | Gottfried Benedict Funk                            | deutscher Pädagoge                                                  | 79    |       |
| 18. Juni | Konstantin Gloger                                  | Abt der Zisterzienserklöster Heinrichau und Zirc                    | 69    |       |
| 19. Juni | Friedrich Benda                                    | deutscher Komponist                                                 | 68    |       |
| 20. Juni | Johann Christian Bach                              | deutscher Pianist                                                   | 70    |       |
| 21. Juni | Gilbert Elliot-Murray-Kynynmound, 1. Earl of Minto | britischer Politiker und Diplomat                                   | 63    |       |
| 21. Juni | Johann Martin Miller                               | deutscher evangelischer Theologe und Prediger                       | 63    |       |
| 24. Juni | Johann Jakob Mesmer                                | Schweizer Prediger in Dresden                                       | 74    |       |
| 26. Juni | Dominique Villars                                  | französischer Arzt und Botaniker                                    | 68    |       |
| 27. Juni | Johann Friedrich Reichardt                         | deutscher Komponist und Musikschriftsteller                         | 61    |       |
| 28. Juni | Johann Philipp Beckmann                            | deutscher Jurist, Bücher- und Kunstsammler                          | 61    |       |
| 28. Juni | Thomas Fydell                                      | britischer Politiker                                                | 40    |       |
| 29. Juni | Edmond Dubois-Crancé                               | französischer Politiker und General                                 | 67    |       |
| 30. Juni | Gustav Bergmann                                    | deutschbaltischer Pastor, Schriftsteller, Volksaufklärer und Arzt   | 65    |       |

## Juli
| Tag      | Name                           | Beruf, bekannt als | Alter | Beleg |
| -------- | ------------------------------ | --- | ----- | ----- |
| 4. Juli  | Konrad Gottlob Anton           | deutscher Hebraist und Orientalist                                                                                    | 68    |       |
| 4. Juli  | Emich Carl zu Leiningen        | zweiter Fürst zu Leiningen                                                                                            | 50    |       |
| 4. Juli  | Friedrich Gottlob Leonhardi    | deutscher Schriftsteller und Ökonom                                                                                   | 57    |       |
| 4. Juli  | Dirk Lohman                    | ostfriesischer Orgelbauer                                                                                             | 83    |       |
| 5. Juli  | Georges Jacob                  | französischer Kunsttischler                                                                                           | 74    |       |
| 6. Juli  | Ulrich Petrak                  | österreichischer Prior und Lyriker                                                                                    | 60    |       |
| 10. Juli | Camillo Marcolini              | kursächsischer Politiker                                                                                              | 75    |       |
| 12. Juli | William Howe, 5. Viscount Howe | britischer General und Oberbefehlshaber der britischen Streitkräfte während des Amerikanischen Unabhängigkeitskrieges | 84    |       |
| 14. Juli | James Lovell                   | US-amerikanischer Politiker                                                                                           | 76    |       |
| 19. Juli | Matthew Flinders               | britischer Forschungsreisender                                                                                        | 40    |       |
| 20. Juli | Benjamin Williams              | US-amerikanischer Politiker                                                                                           | 63    |       |
| 25. Juli | Charles Dibdin                 | englischer Dichter, Komponist (Klassik), Schriftsteller und Schauspieler                                              | 69    |       |
| 25. Juli | Franz Xaver Huber              | österreichischer Journalist, Satiriker und Librettist                                                                 | 58    |       |
| 25. Juli | William Stuart                 | britischer Marineoffizier und Politiker                                                                               | 35    |       |
| 28. Juli | Benjamin Goodhue               | US-amerikanischer Politiker                                                                                           | 65    |       |
| 28. Juli | Wilhelm Münscher               | deutscher evangelischer Theologe und Hochschullehrer                                                                  | 48    |       |

## August
| Tag        | Name                                | Beruf, bekannt als                                                                        | Alter | Beleg |
| ---------- | ----------------------------------- | ----------------------------------------------------------------------------------------- | ----- | ----- |
| 4. August  | Anna Feodorowna Krüger              | deutsche Theaterschauspielerin                                                            | 22    |       |
| 5. August  | Elisabeth Schellenberg              | Beiträgerin zur Märchensammlung der Brüder Grimm                                          | 68    |       |
| 7. August  | Abraham Nottebohm                   | Großkaufmann und Abgeordneter                                                             | 65    |       |
| 8. August  | Franz Alexander Espiard von Colonge | bayerischer Generalmajor                                                                  |       |       |
| 11. August | Jean Pierre Erman                   | deutscher Historiker                                                                      | 79    |       |
| 14. August | Edward Delaval                      | englischer Chemiker und Experimentalphysiker                                              |       |       |
| 14. August | Peter Parker, 2. Baronet            | britischer Seeoffizier                                                                    |       |       |
| 14. August | Johann Heinrich Sulzer              | Schweizer Mediziner und Entomologe                                                        | 78    |       |
| 16. August | Louis-Alexandre-Céleste d’Aumont    | französischer Adliger, Militär und Politiker                                              |       |       |
| 18. August | Johann Caspar Nückel                | Jurist, Ratsherr und Hochschullehrer                                                      |       |       |
| 18. August | Karl von Kalitsch                   | deutscher Wirklicher Geheimer Rat                                                         | 68    |       |
| 19. August | Gustaf Mauritz Armfelt              | finnlandschwedischer Staatsmann                                                           | 57    |       |
| 19. August | Johann Conrad Eggers                | deutscher lutherischer Theologe                                                           | 73    |       |
| 19. August | Angelo Tarchi                       | italienischer Komponist                                                                   |       |       |
| 21. August | Benjamin Thompson                   | Offizier, Politiker, Experimentalphysiker, Erfinder                                       | 61    |       |
| 24. August | Timothy Bloodworth                  | US-amerikanischer Politiker                                                               |       |       |
| 25. August | Carl Englerth                       | deutscher Besitzer von Steinkohle-Bergwerken im Raum Aachen, Eschweiler und Bürgermeister | 57    |       |
| 27. August | Johann Baptist Seele                | deutscher Maler des Klassizismus                                                          | 40    |       |
| 31. August | Arthur Phillip                      | britischer Seefahrer und Gouverneur von New South Wales                                   | 75    |       |

## September
| Tag           | Name                                           | Beruf, bekannt als                                                                                                   | Alter | Beleg |
| ------------- | ---------------------------------------------- | --- | ----- | ----- |
| 1. September  | Johann Peter Ignaz Chorherr                    | österreichischer Politiker, Bürgermeister von St. Pölten                                                             | 80    |       |
| 1. September  | Jacob Georg Schäffer                           | deutscher Oberamtmann und erster moderner Kriminalist in Württemberg                                                 | 69    |       |
| 1. September  | Erik Tulindberg                                | finnischer Komponist                                                                                                 | 53    |       |
| 2. September  | Jean-Emmanuel Gilibert                         | französischer Arzt und Botaniker                                                                                     | 73    |       |
| 4. September  | Moritz Levin Friedrich von der Schulenburg     | königlich-sächsischer Kammerherr, Majoratsherr auf Burg- und Kirchscheidungen, Erbherr von Branderode und Netzschkau | 40    |       |
| 5. September  | Gabriel Gottfried Bredow                       | deutscher Schulleiter und Hochschullehrer                                                                            | 40    |       |
| 5. September  | Josef Koch                                     | österreichischer Baumeister                                                                                          | 34    |       |
| 7. September  | Pierre-Victor Malouet                          | französischer Beamter und Politiker                                                                                  | 74    |       |
| 8. September  | Maria Karolina von Österreich                  | Königin von Neapel-Sizilien                                                                                          | 62    |       |
| 8. September  | Thomas Spence                                  | englischer Journalist und Autor, plädierte für Vergesellschaftung von Grundbesitz                                    | 64    |       |
| 11. September | Johann Georg Ferdinand von Ammon               | preußischer Beamter                                                                                                  | 52    |       |
| 12. September | Christoph von Kesselstatt                      | Domherr in Eichstätt, Hildesheim und Münster sowie Domherr und Domdechant in Paderborn                               | 57    |       |
| 14. September | Johann August von Beyer                        | deutscher Beamter und Lyriker                                                                                        |       |       |
| 17. September | Jacques Bernard d’Anselme                      | französischer Generalleutnant                                                                                        | 74    |       |
| 17. September | Johann Leopold Köffiller                       | österreichischer Unternehmer                                                                                         |       |       |
| 17. September | Vicente Salias                                 | venezolanischer Revolutionär, Journalist und Schriftsteller                                                          | 38    |       |
| 18. September | Benjamin Howard                                | US-amerikanischer Politiker                                                                                          |       |       |
| 20. September | Daniel Klugkist                                | Bremer Senator und Bürgermeister                                                                                     | 66    |       |
| 21. September | Friedrich Karl Ludwig von Below                | preußischer Landstallmeister im Gestüt Trakehnen                                                                     | 64    |       |
| 21. September | Johann Ludewig Hogrewe                         | deutscher Offizier, Lehrer, Ingenieur und Kartograf                                                                  | 76    |       |
| 21. September | Robert Ross                                    | britischer General                                                                                                   |       |       |
| 22. September | Heinrich XLIII.                                | Fürst Reuß zu Köstritz                                                                                               | 62    |       |
| 22. September | August Wilhelm Iffland                         | deutscher Schauspieler, Theaterdirektor und Dramatiker                                                               | 55    |       |
| 23. September | Johann Jakob von Pistor                        | russischer Generalleutnant                                                                                           | 75    |       |
| 24. September | Jean Baptiste Louis Georges Seroux d’Agincourt | französischer Kunsthistoriker aus dem Umkreis der französischen Aufklärung                                           | 84    |       |
| 25. September | William Hoge                                   | US-amerikanischer Politiker                                                                                          |       |       |
| September     | Johann Heinrich Werdmüller                     | Schweizer Maler und Autor                                                                                            |       |       |

## Oktober
| Tag         | Name                                          | Beruf, bekannt als                                                            | Alter | Beleg |
| ----------- | --------------------------------------------- | ----------------------------------------------------------------------------- | ----- | ----- |
| 1. Oktober  | Guillaume-Antoine Olivier                     | französischer Arzt und Zoologe                                                | 58    |       |
| 6. Oktober  | Benjamin Pond                                 | US-amerikanischer Politiker                                                   |       |       |
| 7. Oktober  | Benjamin Georg Peßler                         | deutscher Pfarrer und Erfinder                                                | 67    |       |
| 8. Oktober  | Adalbert von Harstall                         | Fürstbischof von Fulda                                                        | 77    |       |
| 9. Oktober  | Adrien de Lezay-Marnésia                      | französischer Beamter, Präfekt des Département de Rhin-et-Moselle (1806–1810) | 44    |       |
| 10. Oktober | Johann Friedrich Droysen                      | deutscher Mathematiker und Astronom                                           | 44    |       |
| 12. Oktober | Ernst Carl Ludwig von Weiher                  | deutscher Gutsbesitzer und Landrat                                            | 63    |       |
| 13. Oktober | Kaspar Maximilian von Korff genannt Schmising | Domherr in Münster                                                            | 63    |       |
| 14. Oktober | Josef Mayer                                   | deutscher Jesuit und Gelehrter                                                | 72    |       |
| 16. Oktober | José Antonio Caro de Boesi                    | venezolanischer Komponist                                                     |       |       |
| 16. Oktober | Juan José Landaeta                            | venezolanischer Komponist                                                     | 34    |       |
| 22. Oktober | Georg Albrecht Weinrich                       | deutscher Mediziner                                                           |       |       |
| 24. Oktober | Hermann Bär                                   | deutscher Zisterzienser und Historiker                                        | 72    |       |
| 24. Oktober | Robert Barnwell                               | US-amerikanischer Offizier und Politiker                                      | 52    |       |
| 25. Oktober | Anton Auer                                    | deutscher Porzellanmaler                                                      | 36    |       |
| 25. Oktober | Johann Leonhard Herrlein                      | Maler                                                                         | 61    |       |
| 25. Oktober | Georg Wilhelm Müller                          | Ratsherr der Hansestadt Lübeck                                                | 76    |       |
| 26. Oktober | Stephan Alexander Paul von Zychlinski         | preußischer Landrat                                                           | 42    |       |
| 28. Oktober | Caspar Steinlin                               | Schweizer Bürgermeister                                                       | 74    |       |
| 29. Oktober | Karl Friedrich Pockels                        | deutscher Schriftsteller und Hofrat                                           | 56    |       |
| 30. Oktober | Georg Heinrich von Berenhorst                 | deutscher Militärschriftsteller                                               | 81    |       |

## November
| Tag          | Name                                                  | Beruf, bekannt als | Alter | Beleg |
| ------------ | ----------------------------------------------------- | --- | ----- | ----- |
| 2. November  | Traugott Andreas Biedermann                           | deutscher Politiker und Rechtswissenschaftler                                                                                 | 70    |       |
| 5. November  | Matthias Goswin Pelzer                                | Syndikus von Aachen und Präsident des Kantons Aix-la-Chapelle                                                                 | 60    |       |
| 7. November  | Gottfried Mind                                        | Schweizer Zeichner | 46    |       |
| 7. November  | Sigmund Christoph von Waldburg zu Zeil und Trauchburg | Bischof von Chiemsee, Generalvikar, Koadjutor und Administrator der Erzdiözese Salzburg                                       | 60    |       |
| 8. November  | Helena Arondeus                                       | niederländische Schauspielerin                                                                                                | ≈42   |       |
| 10. November | Jean-Louis Aubert                                     | französischer Geistlicher und Fabeldichter                                                                                    | 83    |       |
| 11. November | Paul Adami                                            | österreichischer Tierarzt und Hochschullehrer                                                                                 | 75    |       |
| 15. November | Georg Anton Bredelin                                  | deutscher Lehrer, Schulvisitator, Dichter, Musiker und Komponist                                                              | 62    |       |
| 16. November | John Stuart, 1. Marquess of Bute                      | britischer Adliger, Politiker und Diplomat                                                                                    | 70    |       |
| 17. November | Paul Jakob Bruns                                      | deutscher Polyhistor, Theologe, Geograph, Professor für orientalische Sprachen und Literaturgeschichte in Helmstedt und Halle | 71    |       |
| 17. November | František Jan Tomsa                                   | tschechischer Schriftsteller und Publizist                                                                                    | 61    |       |
| 18. November | Aleijadinho                                           | Baumeister und Bildhauer des brasilianischen Barock                                                                           |       |       |
| 18. November | William Jessop                                        | englischer Bauingenieur; Kanalbau, Hafenbau, frühe Eisenbahnen                                                                | 69    |       |
| 18. November | Johann Mathias von Malschitzky                        | preußischer Generalmajor, 1799 Chef des Infanterieregiments Nr. 28                                                            | 77    |       |
| 19. November | Cristoforo Babbi                                      | italienischer Komponist und Violinist der Vorklassik                                                                          | 69    |       |
| 21. November | Juan Mackenna                                         | irisch-chilenischer Militärangehöriger, Teilnehmer am chilenischen Unabhängigkeitskrieg                                       | 43    |       |
| 23. November | Elbridge Gerry                                        | US-amerikanischer Politiker, Vizepräsident der Vereinigten Staaten                                                            | 70    |       |
| 25. November | Theophilus Coelestinus Piper                          | deutscher evangelisch-lutherischer Geistlicher und Theologe                                                                   | 69    |       |
| 25. November | Ludwig Fidel Weissenbach                              | Schweizer Politiker | 64    |       |
| 26. November | Olivia Mariamne Devenish                              | Ehefrau von Thomas Stamford Raffles, Gouverneur von Java                                                                      | 43    |       |
| 30. November | Jean-Michel Moreau                                    | französischer Kupferstecher und Radierer                                                                                      | 73    |       |

## Dezember
| Tag          | Name                               | Beruf, bekannt als                                               | Alter | Beleg |
| ------------ | ---------------------------------- | ---------------------------------------------------------------- | ----- | ----- |
| 1. Dezember  | Georg Ludwig von Edelsheim         | badischer Minister                                               | 74    |       |
| 2. Dezember  | Wolfgang Ludwig Krafft             | Astronom                                                         | 71    |       |
| 2. Dezember  | Donatien Alphonse François de Sade | französischer Adliger und Autor                                  | 74    |       |
| 5. Dezember  | José Tomás Boves                   | venezolanischer Caudillo                                         | 32    |       |
| 5. Dezember  | Ciriaco Carreño                    | venezolanischer Sänger und Organist                              | 19    |       |
| 5. Dezember  | Évariste de Parny                  | französischer Dichter                                            | 61    |       |
| 7. Dezember  | Ludwig Roentgen                    | deutscher Theologe der Aufklärung und Schriftsteller             | 59    |       |
| 9. Dezember  | Joseph Bramah                      | britischer Ingenieur                                             | 66    |       |
| 9. Dezember  | Maxime Guisolan                    | Schweizer Geistlicher                                            | 79    |       |
| 10. Dezember | José Ángel Lamas                   | venezolanischer Komponist                                        | 39    |       |
| 11. Dezember | Marie-Louise O’Murphy              | Mätresse des französischen Königs Ludwig XV.                     | 77    |       |
| 12. Dezember | Hans Conrad Escher                 | Schweizer Politiker, Bürgermeister von Zürich                    | 71    |       |
| 12. Dezember | Ernst Ludwig Julius von Lenthe     | deutscher Jurist, Diplomat und Minister                          | 69    |       |
| 13. Dezember | Charles Joseph de Ligne            | österreichischer Feldmarschall                                   | 79    |       |
| 14. Dezember | Heinrich Schwenterley              | deutscher Kupferstecher und Miniaturmaler                        | 65    |       |
| 18. Dezember | Tönjes Bley                        | deutscher Wasserbauingenieur und Landvermesser                   | 57    |       |
| 18. Dezember | Carl Steinacker                    | deutscher Komponist, Opernkomponist und Kapellmeister            |       |       |
| 19. Dezember | Giuseppe Venanzio Marvuglia        | italienischer Architekt                                          | 85    |       |
| 24. Dezember | Samuel Hood                        | britischer Vizeadmiral der Royal Navy                            |       |       |
| 25. Dezember | James Booth                        | schottischer Gärtner, Baumschulenbesitzer                        |       |       |
| 26. Dezember | Nicolas François Guillard          | französischer Librettist                                         | 62    |       |
| 27. Dezember | Joanna Southcott                   | englische Schwärmerin                                            | 64    |       |
| 29. Dezember | Jenny von Voigts                   | deutsche Schriftstellerin                                        | 65    |       |
| 30. Dezember | Richard Brent                      | US-amerikanischer Politiker                                      |       |       |
| 30. Dezember | James Nooth                        | englischer Chirurg                                               |       |       |
| 31. Dezember | Sophie Marie von Voß               | deutsche Beraterin von Königinnen und Königen am preußischen Hof | 85    |       |

## Datum unbekannt
| Tag | Name                                   | Beruf, bekannt als                                                                   | Alter | Beleg |
| --- | -------------------------------------- | ------------------------------------------------------------------------------------ | ----- | ----- |
|     | Philipp Karl von Arberg                | deutsch-österreichischer Adeliger und französischer Präfekt                          |       |       |
|     | Johann Christoph Bachmann              | deutscher Kaufmann und Unternehmer, Begründer des Bremer Handelshauses J.H. Bachmann |       |       |
|     | Paul Joseph Bardou                     | Schweizer Porträtmaler                                                               |       |       |
|     | Hans Karl Friedrich von Brünnow        | preußischer Major                                                                    |       |       |
|     | Theodor Falkeisen                      | Schweizer Kupferstecher, Radierer, Zeichner, Maler, Verleger und Waisenpfleger       |       |       |
|     | Johann Jakob Norbert Grund             | böhmischer Maler, Schriftsteller und Musiker                                         |       |       |
|     | Johann Nicolaus Haage                  | deutscher Gärtner                                                                    |       |       |
|     | Ludwig Philipp Hahn                    | deutscher Beamter Dichter                                                            |       |       |
|     | Heinrich Ulrich Erasmus von Hardenberg | deutscher Salinendirektor                                                            |       |       |
|     | Israel Hapstein von Koschnitz          | chassidischer Zaddik und Prediger                                                    |       |       |
|     | Theodor Jankowitsch de Miriewo         | Aufklärer und Bildungsreformer                                                       |       |       |
|     | Jacob Kabrun                           | Buch- und Kunstsammler und Philanthrop                                               |       |       |
|     | Saverio Landolina                      | italienischer Archäologe und Naturwissenschaftler                                    |       |       |
|     | Saud I. ibn Abd al-Aziz                | Imam der Wahhabiten (1803–1814)                                                      |       |       |
|     | Wulf-Heinrich von Thienen              | dänischer General                                                                    |       |       |
|     | William West                           | amerikanischer Offizier, Jurist und Politiker                                        |       |       |
|     | Felix von Wimpffen                     | französischer Revolutionsgeneral                                                     |       |       |